# Halász Rezső
Halász Rezső, született Halász Rudolf (Temesvár, 1919. május 15. – Pécs, 1992. október 13.) magyar fényképész.

## Életrajza
Kétéves volt, amikor 1921-ben családját áttelepítették a mai Magyarország területére. Baján érettségizett a ferences gimnáziumban 1937-ben. 23 éves korában, MÁV-tisztviselőként fordult érdeklődése a fotóművészet felé. Az 1943-as országos EMAOSZ kiállításon sikerrel szerepelt fényképeivel. 1950-ben a MÁV-igazgatósághoz került.
1958-ban alapító tagja, majd évtizedekig ügyvezető elnöke, 1980-1984 között elnöke volt a Mecseki Fotóklubnak. Harminc éven keresztül tevékenykedett Pécs város és a Baranya Megyei Tanács művészeti szakfelügyelőjeként. Művei számtalan hazai és nemzetközi tárlaton szerepeltek, sok díjat nyert. A Magyar Fotóművészek Szövetsége 1959-ben választotta soraiba, később ennek elnökségében tevékenykedett 1990-ig. Az 1960-as években a Pécsi Balett hivatalos fotósa volt.
A Nemzetközi Fotóművészeti Szövetségtől (FIAP) 1962-ben AFIAP, 1965-ben EFIAP kitüntető címet kapott. Több könyv alkotótársa, képszerkesztője.
1992. október 13-án érte a halál. Emlékét a Mecseki Fotóklub róla elnevezett galériája is őrzi (Pécs, Szent István tér 17.).

## Legismertebb művei
- Közömbösség (1957)
- Elhiszed? (1958)
- Elrontott barátság (1958)
- Impresszió (1958)
- Vélemény (1959)
- Pókháló (1962)
- Ajtó és kosár (1963)
- Villánykövesd (1965)
- Beszélő kezek (1966)